# DenStoreKrig1914-1918.dk
Denstorekrig1914-1918.dk er en hjemmeside, der omhandler sønderjyderne og Den store krig 1914 - 1918, altså 1. Verdenskrig, hvor Sønderjylland var tysk, og hvor danske sønderjyder blev tvunget med i krigen på tysk side.
Websiden / bloggen denstorekrig1914-1918.dk drives af Museum Sønderjylland i samarbejde med kulturinstitutioner og -foreninger i Sønderjylland, samt frivillige privatpersoner. Hjemmesiden blev oprettet i april 2014.
Under mottoet "Daglige opdateringer om Første Verdenskrig med 100 års forsinkelse" er det formålet at formidle historie og arkivalier og fotos om Sønderjylland og sønderjyder under Første Verdenskrig 1914-1918.
Institutionerne og personkredsen bag websiden arbejder med at digitalisere arkivmateriale, som løbende vil blive offentliggjort på websiden. Det er således ambitionen, at websiden skal indeholde et register over de sønderjyder, der var med i 1. Verdenskrig. De første mange navne findes allerede på websiden, sammen med persondata og bl.a. uddrag af breve / feltpost. I arbejdet indgår, at man er i gang med at affotografere og afskrive ca. 7.500 kartotekskort over sønderjyske krigsfangers hjemtransport.